# キング・タビー
キング・タビー（King Tubby、本名オズボーン・ラドック（Osbourne Ruddock）、1941年1月28日 - 1989年2月6日）は、ジャマイカのサウンド・エンジニア、音楽プロデューサー。ダブの発明者として知られていて、1960年代から1970年代までのダブの発展は、ほとんど彼の影響を受けているものと見られている。

## 来歴
1950年代、キング・タビーの音楽のキャリアは、キングストンの屋外の移動式ディスコであるサウンド・システムから始まる。彼はラジオ修理の技術に長けていたので、大手のサウンド・システムから引く手あまたであった。なぜなら、カリブ海の島の熱帯の気候では、屋外での機材はすぐに故障したためである（しばしばステレオセットの所有者の怠慢による故障もあったが)。キング・タビーは、機材なども自分の手作り特製で、当時のジャマイカの3分の2の機材は、タビーが作った物だと言われていた。
1958年に入ると、彼は自らサウンド・システム「ホームタウン・ハイファイTubby's Hometown Hi-Fi」を運営するようになった。1961年から1962年には、タビーは海賊放送局で音楽を流していたが、警察が捜査していることを知り、放送局を閉鎖した。。デューク・リードとコクソン・ドッドの2つのサウンドシステムに人気が集中していた当時、すでに彼は自身のサウンド・システムでエコーやリバーブの効果をつけていたが、この時点ではまだ実験的な遊びだった。
1968年、キング・タビーはプロデューサーのデューク・リードの元で、原盤のカッティング技師として働きはじめる。ライバルのコクソン・ドッドと並んで初期のジャマイカ音楽の重要なひとりと称されるデューク・リードは、ジャマイカで最初のレコーディングスタジオのひとつであるトレジャー・アイル・スタジオの経営者であり、スカやロックステディ、レゲエの主要なプロデューサーである。
キング・タビーは、デューク・リードに、サウンド・システムでDJがトースト（曲に合わせてしゃべること）するために、歌ありのヒット曲からバージョン（歌なしのインストのトラック）を作るように頼まれた。2トラックで録音されたテープを絞ったり入れたりの作業をしているうちに、様々な音の効果を加えてまったく別のバージョンを作れることを発見した。そこで彼は、意識的にカットイン・カットアウトをしたアセテート盤を作り、自身のサウンド・システムでかけた。ホームタウン・ハイファイの専属DJであるU・ロイが、タビーの作る歌なしの曲に合わせて、ロックステディの歌の抜けた部分でトーストしていくスタイルが、大いに観客に受けた。
1970年代に入ると、キング・タビーは自身のスタジオ、「キング・タビーズKing Tubby's」の経営を始める。プロデューサーのバニー・リーと共に、アグロベーターズ（後のスライ&ロビーが在籍していた）をハウスバンドにした。彼のスタジオは原始的な2トラック、もしくは4トラックのミキシング機材しかなかったが、手に入るだけのエフェクターに電気技術的なあらゆる加工を施して、他の誰にもまねのできない音を作った。1972年から74年の間には、リー・ペリーやオーガスタス・パブロといったプロデューサーもキング・タビーと仕事をして、ダブの作品が数多く録音された。
1970年代後半、キング・タビーは現場から離れ、フィリップ・スマート、プリンス・ジャミー（後にキング・ジャミー）やサイエンティストなど若い世代のエンジニアを教育した。その後、レコーディングの現場に復帰し、ファイヤーハウス・レーベルを立ち上げてダンスホール期にも積極的に対応したが、1989年2月6日、キング・タビーはデュアニーパーク(Duhaney Park)の彼の自宅の外で、何者かに撃たれて殺された。彼は、ウォーターハウススタジオでセッションから戻るところだった。ジャマイカでの殺人事件の被害者には、ピーター・トッシュ、キング・タビーらがいる。

## ディスコグラフィ
- King Tubby/ROOTS OF DUB
- Augustus Pablo/King Tubbys Meets Rockers Uptown
- Lee Perry and the Upsetters/BLACKBOARD JUNGLE DUB